# Regiunea Kostroma
Regiunea Kostroma este o regiune de pe teritoriul Rusiei.